# Begräbnis einer Gräfin
Begräbnis einer Gräfin ist eine Co-Produktion eines Spielfilms des Deutschen Fernsehfunks und des Südwestfunks von Heiner Carow aus dem Jahr 1992 nach der gleichnamigen Erzählung aus dem Buch Silvester mit Balzac und andere Erzählungen von Wolfgang Kohlhaase aus dem Jahr 1977. Die Handlung beruht auf einer wahren Begebenheit.

## Handlung
Im Jahr 1952 findet auf dem Gut Mollwitz im Landkreis Lüneburg eine Testamentseröffnung statt, da die Gräfin Henriette Else Amalie von Mollwitz verstorben ist. In dem Testament hat sie festgelegt, neben ihrem Mann beigesetzt zu werden, der in ihrer Heimat begraben ist, die heute auf dem Gebiet der DDR liegt und die sie 1945 wegen des Einmarsches der Roten Armee verlassen hat. Das Bestattungsunternehmen Bastmann (West) erhält den Auftrag, den Sarg bis zur innerdeutschen Grenze zu bringen, wo dieser von  seinem Zwillingsbruder, dem Bestattungsunternehmen Bastmann (Ost) übernommen wird, der ihn dann in das Dorf Mollwitz im Kreis Demmin bringt. 
Dort zu später Stunde angekommen übergibt der Bestatter den Sarg dem ansässigen Pfarrer Nothsack, der ihn erst einmal in der Kirche vor dem Altar abstellt. Am nächsten Morgen telefoniert der Pfarrer mit dem zuständigen Superintendenten Kunefke, um die Zuständigkeiten zu klären, denn er befindet sich nicht mehr im Amt, da er bereits pensioniert ist. Trotzdem erhält er den Auftrag, sich weiter um die Angelegenheit zu kümmern. Gemeinsam mit dem Bauern Fetzer, einem Mitglied des Kirchenvorstands, beschließen sie, jede Sensation zu vermeiden und die Würde des Todes zu achten, obwohl sie mit Problemen von bestimmten Seiten rechnen.
Natürlich spricht sich die Neuigkeit schnell im Ort herum und der Dorfpolizist Mattfeld klärt den zugezogenen Bürgermeister Otto Brause über die Situation auf. Der erste Weg führt die beiden zum Pfarrer, wo sie sich die Begleitpapiere der ortsfremden Leiche, wie sich der Bürgermeister ausdrückt, zeigen lassen. Im Ergebnis der Überprüfung wird die Gräfin erst einmal beschlagnahmt. Der Volkspolizist erzählt von Fallbeispielen, die auf der Polizeischule gelehrt wurden und der Bürgermeister legt daraufhin  fest, den Sarg zu öffnen, um sich zu überzeugen, dass sich die Gräfin wirklich darin befindet. Das ist zwar ein schwieriges Unterfangen, da es sich um einen Zinksarg handelt, doch mit Hammer und Meißel gelingt es und tatsächlich ist es die verstorbene Gräfin, die darin liegt, wie der Pfarrer bestätigt. Darauf ruft der Bürgermeister eine Versammlung der Genossen der SED ein. In einer Abstimmung erklärt die Mehrheit der neun Genossen, dass die Gräfin nicht im Ort beerdigt und wieder zurück in den Westen geschickt wird. Die Kreisleitung der SED erklärt dafür ihr Einverständnis.
Nun tritt aber erneut ein Problem auf: Da die Kreisleitung sich in Berlin rückversichern will, kommt die Geschichte mit dem geöffneten Sarg zur Sprache und dabei wird festgestellt, dass gemäß einer preußischen Hygiene-Ordnung aus dem Jahr 1907, die immer noch ihre Gültigkeit besitzt, geöffnete Zinksärge nicht mehr transportiert werden dürfen. Somit kommt nur noch eine Beisetzung in Mollwitz in Frage. Doch das gibt wieder neuen Streit, denn der Pfarrer wünscht eine Beisetzung in der Reihe der verstorbenen Mollwitzer Bürger, während der Bürgermeister ein Grab am Rand des Friedhofs an einer Mauer fordert. Während zwei Dorfbewohner bereits ein Grab nach den Wünschen des Pfarrers ausheben, beginnt der Bürgermeister ein zweites Loch an seiner bevorzugten Stelle zu graben. Hier erfährt er auch, dass bei der Gärtnerei bereits 18 Grabkränze für die Beisetzung bestellt wurden. Obwohl der Bürgermeister alles daran setzt, dass ein feierlicher Transport des Sarges, mit dem Trauergeleit eines großen Teils der Mollwitzer Bewohner zum Friedhof, vereitelt wird, kann die Gräfin in dem für sie vom Pfarrer vorgesehenen Grab zur letzten Ruhe gebettet werden.
Nach dem Fall der Mauer fahren zwei Mercedes mit Lüneburger Kennzeichen auf dem Anwesen des Mollwitzer Gutshofs im Kreis Demmin vor, welches die Insassen intensiv betrachten.

## Produktion und Veröffentlichung
Begräbnis einer Gräfin wurde als Farbfilm erstmals am 5. Januar 1992 durch Das Erste ausgestrahlt. 

## Hintergrund
Die letzte adlige Besitzerin des Gutes Stolpe auf Usedom in Vorpommern, Freda Gräfin von Schwerin, wurde 1945 im Zuge der Bodenreform in der Sowjetischen Besatzungszone enteignet. Sie musste das Gut verlassen und ging nach Lüneburg, wo sie bis zu ihrem Tode 1957 als Wohlfahrtsempfängerin lebte. Da sie testamentarisch um ihre Beisetzung in Stolpe gebeten hatte, wurde ihre Überführung in die DDR veranlasst. Dort wurde die bei ihren früheren Gutsarbeitern und Angestellten immer noch beliebte Gräfin unter großer Anteilnahme der örtlichen Bevölkerung auf dem Friedhof in Stolpe beigesetzt, während SED-Kreisleitung und Rat des Kreises Wolgast versuchten, durch Verheimlichung und eine Straßensperre eine öffentliche Beerdigung zu verhindern.

## Kritik
In der Berliner Zeitung bemerkte Frank Junghähnel: 

„Der Streifen war so, wie man es den Mecklenburgern gern nachsagt: Ein wenig behäbig und spröde, nicht gleich zugänglich, mit hinterlistigem Humor.“

In der Kritik der Neuen Zeit schreibt Reinhard Wengierek:

„Was den Autor einst zu einer wie auch immer zu bewertenden souveränen Ironie, einem leichtfüßig erzählenden Allegro inspirierte, versackte bei der filmischen Wiederaufbereitung zu einem schwermutigen Largo, einem langweiligen Klagelied über die verratene Revolution. Wer mit Herzblut am Sozialismus klebt(e), vermag als Hinterbliebener kein bissiges Leichenlied anzustimmen; zumindest jetzt noch nicht.“

Für das Lexikon des internationalen Films war der Film eine groteske Komödie vor dem Hintergrund der deutsch-deutschen Nachkriegsgeschichte.